# Osteofyt
Osteofyten (Grieks  ὀστέον bot en φυτόν groeisel) zijn botuitsteeksels, die vaak bij artrose ontstaan aan de randen van gewrichtsvlakken.
Het is een inadequate reparatiereactie van het lichaam om de gevolgen van artrose tegen te gaan. Osteofyten hebben als ongunstig effect dat de beweeglijkheid van het gewricht kan worden beperkt. Bij osteofyten aan de gewrichtsvlakken tussen de wervels kunnen zenuwbundels bekneld raken en zo pijn, gevoelsstoornissen of krachtsverlies veroorzaken. Osteofyten aan de distale vingergewrichten heten noduli van Heberden, aan de proximale vingergewrichten heten deze noduli van Bouchard.